# Ricardo Basilio Morales Galindo
Ricardo Basilio Morales Galindo OdeM (* 11. September 1972 in San Fernando) ist ein chilenischer römisch-katholischer Ordensgeistlicher und Bischof von Copiapó.

## Leben
Ricardo Basilio Morales Galindo wurde zunächst Rechtsanwalt und studierte an der Päpstlichen Katholischen Universität von Chile, an der er neben dem Abschluss in Theologie auch das Lizenziat in Erziehungswissenschaft und ein Diplom in Kanonischem Recht erwarb. An der Universität Diego Portales erwarb er außerdem einen Mastergrad in Kinder-, Jugend- und Familienrecht. Er trat der Ordensgemeinschaft der Mercedarier bei und legte am 24. Juni 2005 die ewige Profess ab. Am 3. März 2006 empfing er das Sakrament der Priesterweihe.
In seiner Ordensgemeinschaft war er unter anderem in der Jugendseelsorge, in der Ausbildung der Ordensstudenten und als Provinzialrat tätig. Er lehrte als Professor am Ausbildungszentrum der Caritas und an der Päpstlichen Katholischen Universität von Chile. Am Kirchengericht war er als Ehebandverteidiger und Kirchenanwalt tätig. Zuletzt war er Provinzial seiner Ordensprovinz. Von Juni 2018 bis Februar 2020 war er Apostolischer Administrator des vakanten Erzbistums Puerto Montt.
Papst Franziskus ernannte ihn am 20. Juni 2020 zum Bischof von Copiapó. Der Erzbischof von Santiago de Chile, Celestino Aós Braco OFMCap, spendete ihm am 12. September desselben Jahres die Bischofsweihe. Mitkonsekratoren waren der Apostolische Nuntius in Chile, Erzbischof Alberto Ortega Martín, und Alberto Ricardo Lorenzelli Rossi SDB, Weihbischof in Santiago de Chile.